# Win Us Over
Win Us Over è il quarto album registrato in studio del gruppo musicale statunitense ASG, pubblicato l'11 settembre 2007.

## Tracce
1. Right Death Before – 3:05
2. Dream Song – 3:50
3. Low End Insight – 4:20
4. Glow – 3:19
5. Coffee Depression Sunshine – 4:12
6. The Dull Blade – 4:50
7. Ballad of Richard K. – 4:00
8. Taking Me Over – 3:11
9. A Number to Murder Two – 3:32
10. Gallop Song – 3:32
11. Palm Springs – 2:43
12. Win Us Over – 3:26
13. Bombs Away – 2:15